# Pelastoneurus vagans
Pelastoneurus vagans är en tvåvingeart som beskrevs av Becker 1861. Pelastoneurus vagans ingår i släktet Pelastoneurus och familjen styltflugor. Inga underarter finns listade i Catalogue of Life.